# 碧石渡镇
碧石渡镇是中华人民共和国湖北省鄂州市鄂城区下辖的一个镇。

## 行政区划
碧石渡镇下辖以下村级行政区划单位：
武钢矿山机修社区、碧石村、虹桥村、黄咀村、金盆村、金文武村、李边村、李镜村、卢湾村（长阳社区）、农会山村和樟术岭村。